# Eberhard II. von Hirnheim

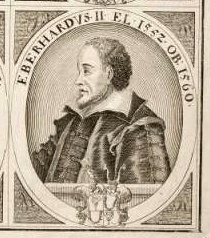
Bischof Eberhard II. von Hirnheim

Eberhard II. von Hirnheim (* 1494; † 4. Juli 1560) war Bischof des Bistums Eichstätt und Fürstbischof des Hochstifts Eichstätt von 1552 bis 1560.

## Herkunft
Eberhard II. stammte aus dem schwäbischen Adelsgeschlecht von Hürnheim. Namensgebender Stammsitz ist Hürnheim mit Burg Niederhaus, heute Teil der Gemeinde Ederheim im schwäbischen Landkreis Donau-Ries. Familienmitglieder standen als Edelfreie bereits im 13. Jahrhundert in enger Verbindung zu den Staufern. Wenige Jahrzehnte nach dem Tod Eberhards starb die Familie im Mannesstamm 1585 aus.
Er war der Sohn des Bero von Hirnheim und seiner Gattin Agnes von Ehingen, Tochter des Ritters Georg von Ehingen (1428–1508).
Sein Bruder Johann Sebastian von Hirnheim († 1555) wirkte als Assessor (Richter) am Reichskammergericht zu Speyer und wurde im Kreuzgang des Speyerer Domes bestattet. Der Bruder Georg († 1537) bekleidete die Würde eines Dekans der Fürstpropstei Ellwangen.
An die väterlichen Großeltern Eberhard von Hirnheim und Anna von Hohenrechberg erinnert ein kostbares Epitaph in der Gruftkapelle der katholischen Pfarrkirche Mariä Himmelfahrt zu Hochaltingen, einem Ortsteil von Fremdingen bei Donauwörth.

## Leben und Wirken
Alle drei genannten Brüder immatrikulierten sich 1514 zum Studium an der Universität Bologna.
Eberhard schlug die geistliche Laufbahn ein, wurde Archidiakon im Erzbistum Salzburg, sowie Domherr in Augsburg, Freising und Eichstätt. Infolge seines Wirkens im Erzbistum Salzburg amtierte er ab 1539 als Pfarrer von Engelsberg bei Traunstein, ab 1547 auch als Pfarrer von Thalgau im Salzkammergut. Dort wird die Erinnerung an ihn bis in die Gegenwart gepflegt; 2012 veranstaltete man in Thalgau ein Gedenkkonzert zu seinen Ehren.
Am 22. Dezember 1552 wählte man ihn einstimmig zum Bischof von Eichstätt. Er war ein Förderer der Liturgie und gab ein neues Diözesanbrevier heraus. Unter seiner Mitwirkung kam es 1556 zu einem Friedensvertrag zwischen der Reichsprälatur Berchtesgaden (ab 1559 Fürstpropstei Berchtesgaden) und dem Fürsterzbistum Salzburg, der als „Eichstätter Kompromiss“ bekannt wurde. Für das Hochstift erwarb er 1557 Burg und Herrschaft Bechthal, woran es bisher nur einen Teilbesitz hatte.

## Epitaph und Wappen

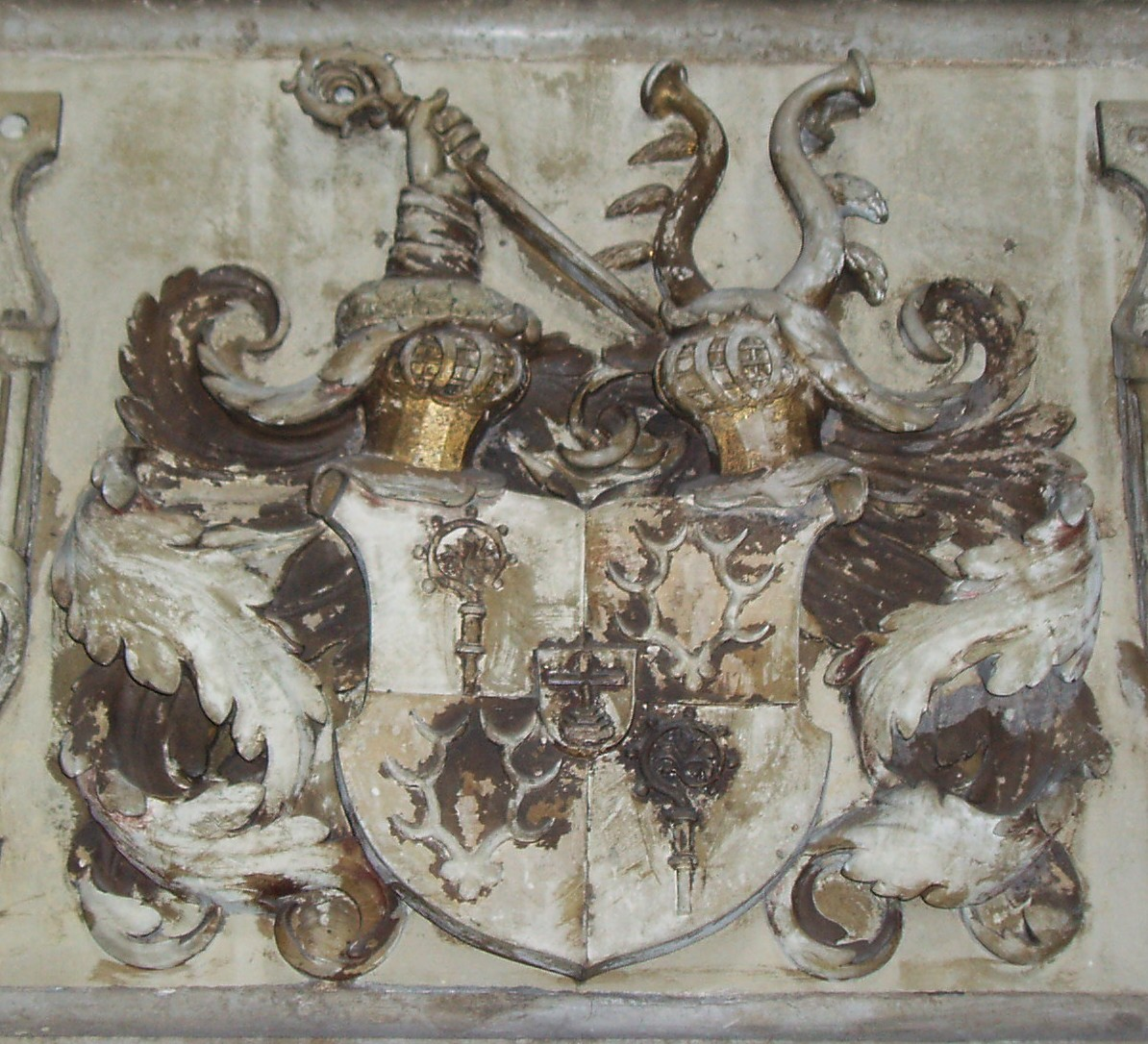
Bischofswappen von seinem Epitaph

Das Epitaph des Fürstbischofs befindet sich im Dom zu Eichstätt. Es zeigt als zentrale Motive Kreuzigung und Auferstehung. Der Inschrift ist zu entnehmen, dass der Bischof im Alter von 65 Jahren und 6 Monaten verstarb.
Das fürstbischöfliche Wappen, welches sich auch am Epitaph befindet, ist als ein persönliches Wappen eines Bischofs üblicherweise geviert. Im Wechsel ist das Wappen des Bistums mit dem Krummstab dargestellt und das Familienwappen derer von Hürnheim, ein Hirschgeweih, abgebildet. Auf dem Wappen ist weiterhin noch ein unbekanntes Herzschild aufgesetzt.